# Eurovision Young Musicians 1992
Het Eurovision Young Musicians 1992 was de zesde editie van het muziekfestival en de finale vond plaats op 9 juni 1992 in het Koninklijk Circus in Brussel en werd georganiseerd door de Franstalige publieke zender RTBF. Het optreden van de Poolse violist Bartłomiej Nizioł met het stuk vioolconcert in D-majeur, Op. 77 van Johannes Brahms werd uiteindelijk door de jury als beste beoordeeld. Polen deed dit jaar voor het eerst mee en won direct. Alle deelnemers werden begeleid door het Nationaal Orkest van België onder leiding van Ronald Zollman. De beste drie nummers werden door een jury bepaald.

## Deelnemende landen
Achttien landen namen deel aan de voorrondes van deze editie. Acht hiervan konden zich kwalificeren voor de eindronde. De beste drie nummers werden door een jury bepaald.
België kon zich voor de tweede maal op rij kwalificeren voor de finale. Net als twee jaar eerder eindigde het land in de finale op een derde plaats.

## Overzicht

### Halve finale
| Land                | Muzikant          | Instrument    | Resultaat      |
| ------------------- | ----------------- | ------------- | -------------- |
| België              | Marie Hallynck    | Cello         | gekwalificeerd |
| Cyprus              | Manolis Nephytou  | Piano         | uit            |
| Denemarken          | Marie Rørbech     | Piano         | gekwalificeerd |
| Duitsland           | Florence Sitruk   | Harp          | uit            |
| Finland             | Helen Lindén      | Cello         | gekwalificeerd |
| Frankrijk           | Vanessa Wagner    | Piano         | uit            |
| Hongarije           | Édua Zádory       | Viool         | uit            |
| Ierland             | ?                 | ?             | uit            |
| Joegoslavië         | Ognjen Popović    | Klarinet      | uit            |
| Nederland           | ?                 | ?             | uit            |
| Noorwegen           | Henning Kraggerud | Viool         | gekwalificeerd |
| Oostenrijk          | Andreas Schablas  | Klarinet      | gekwalificeerd |
| Polen               | Bartłomiej Nizioł | Viool         | gekwalificeerd |
| Portugal            | ?                 | ?             | uit            |
| Spanje              | Antonio Serrano   | Mondharmonica | gekwalificeerd |
| Verenigd Koninkrijk | Frederick Kempf   | Piano         | gekwalificeerd |
| Zweden              | ?                 | ?             | uit            |
| Zwitserland         | Ariane Häring     | Piano         | uit            |

### Finale
| Plaats | Land                | Muzikant          | Instrument    |
| ------ | ------------------- | ----------------- | ------------- |
| 1      | Polen               | Bartłomiej Nizioł | Viool         |
| 2      | Spanje              | Antonio Serrano   | Mondharmonica |
| 3      | België              | Marie Hallynck    | Cello         |
| -      | Denemarken          | Marie Rørbech     | Piano         |
| -      | Finland             | Helen Lindén      | Cello         |
| -      | Noorwegen           | Henning Kraggerud | Viool         |
| -      | Oostenrijk          | Andreas Schablas  | Klarinet      |
| -      | Verenigd Koninkrijk | Frederick Kempf   | Piano         |

## Wijzigingen

Deelnemende landen
Landen die zich niet voor de finale kwalificeerden
Landen die in het verleden deelgenomen hebben, maar dit jaar afwezig zijn

### Debuterende landen
- Hongarije
- Polen

### Terugtrekkende landen
- Griekenland
- Italië

1982 · 1984 · 1986 · 1988 · 1990 · 1992 · 1994 · 1996 · 1998 · 2000 · 2002 · 2004 · 2006 · 2008 · 2010 · 2012 · 2014 · 2016 · 2018 · 2022 · 2024
Zie ook: Eurovisiedansfestival · Eurovisiesongfestival · Junior Eurovisiesongfestival · Eurovision Young Dancers · Eurovision Choir